# 24 лютого
24 лютого — 55-й день року в григоріанському календарі. До кінця року залишається 310 днів (311 у високосні роки).

## Свята і пам'ятні дні

### Міжнародні
- Всесвітній день інформаційної архітектури.
- Міжнародний День барменів.

### Національні
- Іран: День інженера
- Естонія: День незалежності
- Мексика: День прапора
- Америка: Національний день чипсів Тортилья
- Ісландія: День булочки з повидлом (Bolludagur)
- Парагвай: День жінки (Día de la Mujer Paraguaya)
- Румунія,  Молдова: Драгобете (Dragobete)
- Таїланд: День художника.

### Релігійні

#### Християнство
Православ'я:
- Перше і друге знайдення голови Івана Хрестителя.
- Преподобного Еразма Києво-Печерського, в Ближніх печерах.

#### Рідновірство
- Лелечини.

## Іменини
✙ Православні: Іван.
✝  Католицькі:

## Події
- 1457 — перша писемна згадка про село Репинне, Хустського району Закарпатської області, Україна
- 1466 — в Брюгге (Бельгія) відбулась перша з відомих лотерей, організатором якої була вдова фламандського художника Яна ван Ейка.
- 1525 — Битва при Павії між найманими арміями Франції та імперії Габсбургів, що вважається першою битвою Нового часу.
- 1582 — Григорій XIII підписує папську буллу Inter gravissimas, за якою реформовано юліанський календар і введено новий, який пізніше отримав назву григоріанського.
- 1656 — первосвященики Російської православної церкви повеліли хреститися трьома пальцями, проклявши «двоперстне хрещення».
- 1768 — Росія і Польща уклали у Варшаві договір з так званого дисидентського питання. Визнаючи католицьку релігію панівною в Польщі, Варшавський договір надавав дисидентам, тобто православним і протестантам, свободу віросповідання і повністю урівнював їх у цивільних справах з католиками. Росія на цих умовах гарантувала недоторканність території Польщі і непорушність її державного ладу.
- 1824 — уряд Її Величності королеви Великої Британії оголосив війну Бірмі.
- 1807 — Папа Римський Пій VII підписав буллу In universalis Ecclesiae regimine, якою було відновлено Галицьку митрополію, затверджено першого митрополита Антонія Ангеловича та визнано за ним права, рівні правам київських митрополитів.
- 1881 — розпочалось спорудження Панамського каналу.
- 1887 — Париж і Брюссель стали першими столицями держав, які були об'єднані телефонним зв'язком.
- 1918 — проголошена незалежність Естонії.
- 1919 — уряди України і Польщі підписують угоду про перемир'я.
- 1920 — в Мюнхені відбувся перший публічний виступ активістів NSDAP.
- 1938 — з'явилася у продажу зубна щітка зі щетиною з нейлону.
- 1942 — почала мовлення радіостанція «Голос Америки» (німецькою мовою).
- 1946 — Хуан Перон переміг на виборах президента Аргентини.
- 1955 — в Багдаді підписано договір (Багдадський пакт) між Іраком і Туреччиною, до якого згодом приєднались Велика Британія, Іран та Пакистан.
- 1961 — урочисте відкриття аеропорту Орлі у Парижі.
- 1972 — аварія на радянському атомному підводному човні К-19.
- 1985 — відбулись останні вибори у Верховні Ради союзних і автономних республік СРСР, а також у місцеві Ради народних депутатів.
- 1991 — війна в Перській затоці: багатонаціональні війська, на чолі з НАТО розпочали наземний наступ в Іраку і Кувейті.
- 1992 — Україна встановила дипломатичні відносини з Республікою Бангладеш.
- 1999 — Латвія стала повноправним членом СОТ.
- 2008 — Фідель Кастро офіційно подав у відставку з поста голови уряду Куби.
- 2011 — київське «Динамо» у себе вдома, на стадіоні «Динамо» імені Валерія Лобановського, перемогло «Бешикташ» з рахунком 4:0, цим самим пройшовши до 1/8 фіналу Ліга Європи УЄФА.
- 2022 — початок повномасштабної війни (відкритого воєнного вторгнення) Російської Федерації (за підтримки Білорусі) проти України.

## Народились

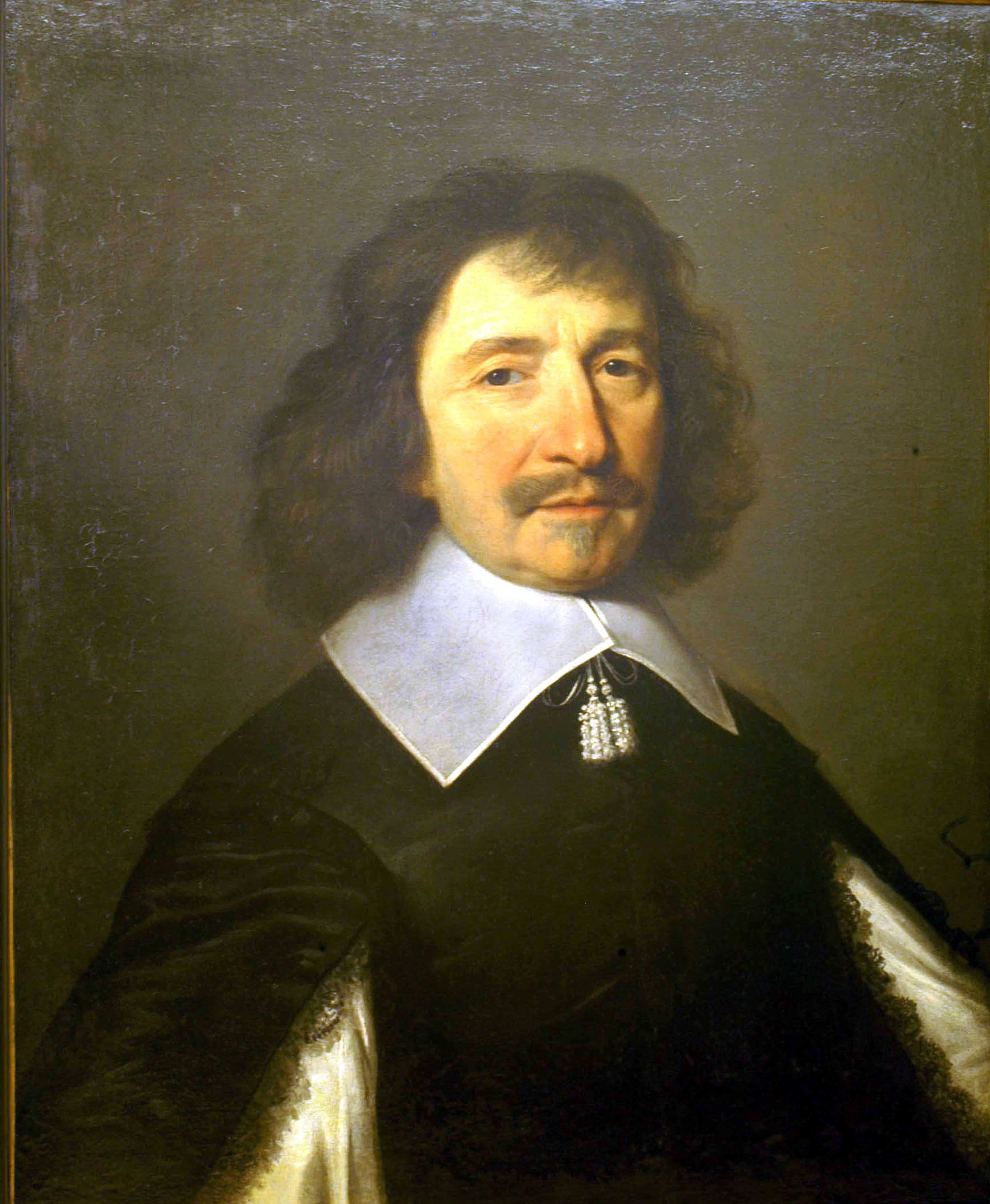
Вінсент Вуатюр

Дивись також Категорія:Народились 24 лютого
- 1463 — Джованні Піко делла Мірандолла, італійський мислитель-гуманіст.
- 1557 — Матвій Габсбург, король Угорщини (1608—1619), титулярний король Галичини та Володимирії, Богемії (1611-1619), імператор Священної Римської імперії (1612—1619)
- 1597 — Вінсент Вуатюр[fr] (пом. 1648) — французький поет, представник літератури бароко, член Французької академії[2]. Вінсент Вуатюр[fr]
- 1619 — Шарль Лебрен, французький живописець.
- 1786 — Вільгельм Грімм, німецький філолог, брат Якоба Грімма. Брати Грімм — представники Гейдельберзької школи, найбільш відомі за публікацію збірок казок і працями в галузі мовознавства.
- 1836 — Вінслоу Гомер, засновник реалістичного живопису США (разом з художником Томасом Ікінсом).
- 1842 — Арріґо Бойто, італійський композитор і поет, автор лібрето до деяких опер Джузеппе Верді.
- 1842 — Юліан Романчук, відомий педагог, громадський і політичний діяч, віце-президент парламенту Австро-Угорщини (1910).
- 1863 — Порфирій Молчанов, український композитор і педагог.
- 1865 — Іван Липа, український громадський і політичний діяч, письменник.
- 1885 — Станіслав Ігнацій Віткевич, польський есеїст, драматург, філософ, художник.
- 1897 — В'ячеслав Левандовський, український художник, аніматор, один з засновників української анімації.
- 1898 — Курт Танк, німецький авіаційний конструктор, льотчик-випробувач.
- 1907 — Віталій (Байрак), український релігійний діяч, проповідник, місіонер, письменник, блаженний священномученик УГКЦ.
- 1917 — (11 лютого ст. ст.) — Тетяна Яблонська, український живописець (†2005).
- 1930 — Григорій Чапкіс, хореограф, заслужений артист України.
- 1932 — Мішель Легран, композитор, джазовий піаніст і диригент.
- 1948 — Станіслав Щербатих, український бард, відомий як Тризубий Стас.
- 1955 — Стів Джобс, американський підприємець і винахідник, співзасновник та генеральний директор Apple Inc.
- 1955 — Ален Прост, французький автогонщик, чотириразовий чемпіон світу з автогонок у класі Формула-1. Один з найкращих пілотів Формули-1 за всю її історію.
- 1958 — Сільвія Пфейфер, бразильська актриса «мильних опер».
- 1959 — Володимир Горянський, український актор, телеведучий, Народний артист України (2008).
- 1977 — Флойд Мейвезер, непереможний американський боксер-професіонал, багаторазовий чемпіон світу

## Померли
Дивись також Категорія:Померли 24 лютого
- 1799 — Георг Крістоф Ліхтенберг, німецький вчений-фізик, на честь якого названі відкриті ним фігури Ліхтенберга.
- 1810 — Генрі Кавендіш, англійський фізик і хімік.
- 1815 — Роберт Фултон, американський інженер і винахідник, творець першого пароплава.
- 1937 — Володимир Липський, український ботанік; дійсний член ВУАН, директор Одеського ботанічного саду.
- 1984 — Костянтин Данькевич, український композитор
- 1988 — Мемфіс Слім, американський блюзовий піаніст, співак і композитор.
- 2002 — Лео Орнстайн, український і американський композитор, піаніст та педагог єврейського походження.
- 2003 — Альберто Сорді, італійський кіноактор і кінорежисер.
- 2014 — Гарольд Реміс, американський актор, режисер і сценарист.